# Marigny (Marne)
Marigny ist eine französische Gemeinde mit 115 Einwohnern (Stand 1. Januar 2022) im Département Marne in der Region Grand Est (vor 2016 Champagne-Ardenne). Sie gehört zum Vertus-Plaine Champenoise und zum Arrondissement Épernay.

## Geographie
Marigny liegt etwa 72 Kilometer südsüdwestlich von Reims. Nachbargemeinden von Marigny sind Pleurs im Norden und Nordosten, Angluzelles-et-Courcelles im Osten, Thaas im Süden und Südosten, La Chapelle-Lasson im Südwesten sowie Gaye im Westen und Nordwesten.

## Bevölkerungsentwicklung
| Jahr                       | 1962 | 1968 | 1975 | 1982 | 1990 | 1999 | 2006 | 2011 | 2018 |
| Einwohner                  | 115  | 113  | 101  | 113  | 102  | 103  | 94   | 107  | 108  |
| Quellen: Cassini und INSEE |      |      |      |      |      |      |      |      |      |

## Sehenswürdigkeiten
- Kirche Saint-Laurent

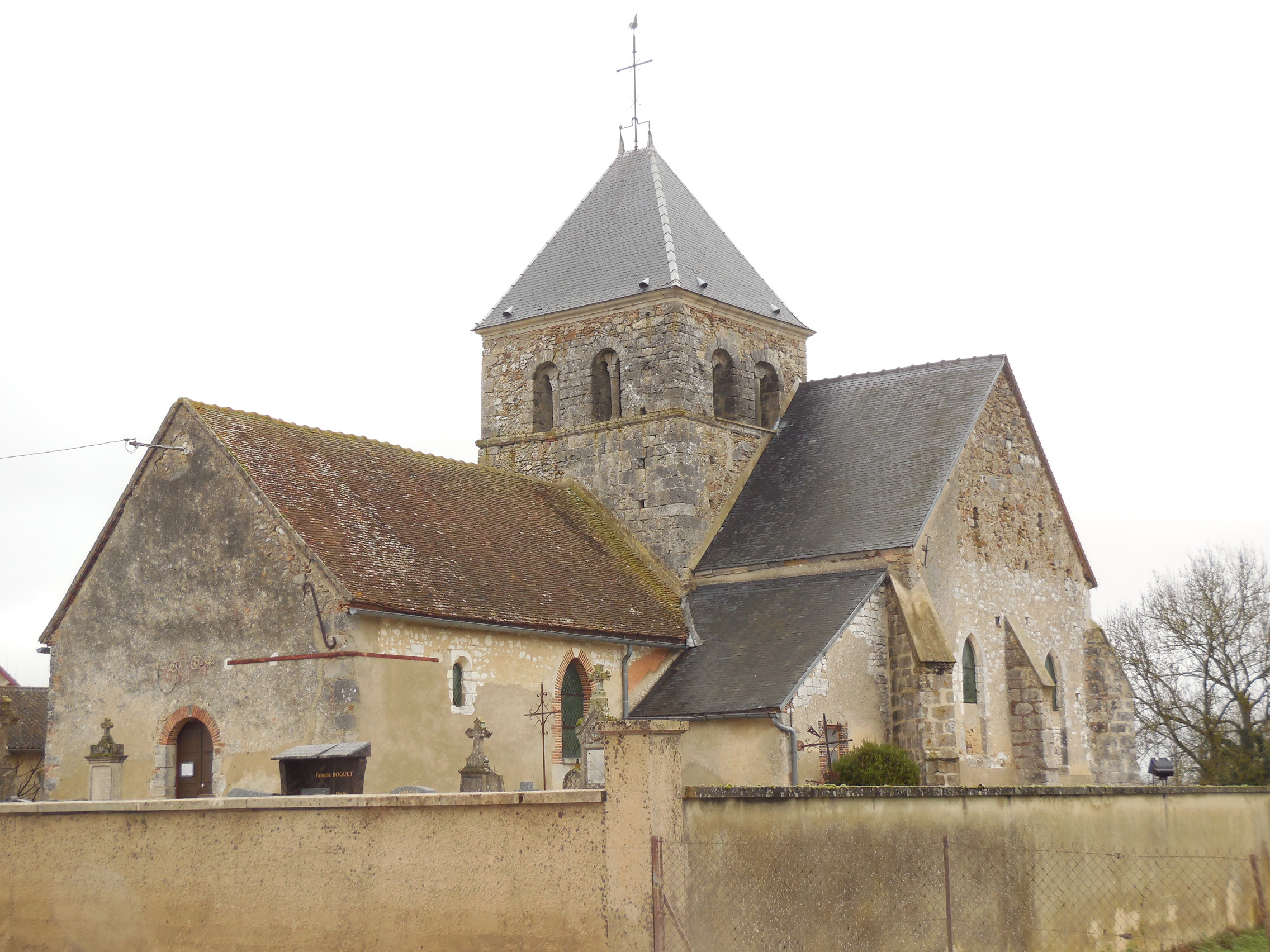
Kirche Saint-Laurent

- Reste des Flugplatzes von Marigny-le-Grand